# Frederick County (Maryland)
Frederick County is een county in de Amerikaanse staat Maryland.
De county heeft een landoppervlakte van 1.717 km² en telt 195.277 inwoners (volkstelling 2000). De hoofdplaats is Frederick (Maryland).
In de county is de berg Sugarloaf Mountain gelegen.